# Acrophylla titan
Acrophylla titan là loài bọ que dài nhất được tìm thấy tại Úc. Nó là loài đặc hữu của phía đông nam Queensland và New South Wales. Nó có màu nâu xám và có thể phát triển lên đến 30 cm (12 in). Những con cái có thể dễ dàng được xác định là lớn hơn con đực. Con đực có thể bay nhưng con cái thì không.